# Brașov Challenger 2009
Il Brașov Challenger 2009 è un torneo professionistico di tennis maschile giocato sulla terra rossa, che faceva parte dell'ATP Challenger Tour 2009. Si è giocato a Brașov in Romania dal 31 agosto al 6 settembre 2009.

## Partecipanti

### Teste di serie
| Nazionalità | Giocatore               | Ranking* | Testa di serie |
| ----------- | ----------------------- | -------- | -------------- |
| Paesi Bassi | Thiemo de Bakker        | 151      | 1              |
| Spagna      | Pere Riba               | 156      | 2              |
| Slovacchia  | Kamil Čapkovic          | 212      | 3              |
| Spagna      | Carles Poch-Gradin      | 215      | 4              |
| Spagna      | Iñigo Cervantes-Huegun  | 225      | 5              |
| Spagna      | Pablo Santos            | 234      | 6              |
| Spagna      | Miguel Ángel López Jaén | 254      | 7              |
| Paesi Bassi | Raemon Sluiter          | 264      | 8              |

- Ranking al 24 agosto 2009.

### Altri partecipanti
Giocatori che hanno ricevuto una wild card:
- Marius Copil
- Cătălin Gârd
- Andrei Mlendea
- Răzvan Sabău

Giocatori passati dalle qualificazioni:
- Alexandru Carpen
- Ilie-Aurelian Giurgiu
- Karim Maamoun
- Adrian Ungur

## Campioni

### Singolare
Thiemo de Bakker ha battuto in finale  Pere Riba, 7–5, 6–0

### Doppio
Pere Riba /  Pablo Santos hanno battuto in finale  Simone Vagnozzi /  Uros Vico, 6–3, 6–2